# Mousquetaires de Châtenay-Malabry
I Mousquetaires de Châtenay-Malabry sono una squadra di football americano di Châtenay-Malabry, in Francia.

## Storia
La squadra nasce dalla fusione di una serie di realtà precedenti:
- i Castors de Paris, aperti nel 1982 e uniti nel 1994 agli Sphinx du Plessis-Robinson nei Castor-Sphinx du Plessis-Robinson, in seguito ribattezzati Mousquetaires du Plessis-Robinson (hanno in seguito assunto il nome attuale);
- gli Sphinx du Plessis-Robinson, aperti nel 1985 come Cherokees d'Antony e uniti nel 1994 ai Castors de Paris nei Castor-Sphinx du Plessis-Robinson, in seguito ribattezzati Mousquetaires du Plessis-Robinson (hanno in seguito assunto il nome Mousquetaires de Paris);
- i Paris Jets, aperti nel 1985 e confluiti negli Sphinx nel 1992.

Ha vinto, dal momento della sua creazione come entità unica, 2 volte il Casco di Diamante.

## Dettaglio stagioni

### Tornei nazionali

#### Campionato

##### Deuxième Division
| Stagione | regular season | regular season | regular season | regular season | regular season | regular season | playoff | playoff | playoff | playoff | playoff | playoff   | playoff    |
|          | Vin            | Par            | Per            | Tot            | PF             | PS             | Vin     | Per     | Tot     | PF      | PS      | risultato | avversaria |
| -------- | -------------- | -------------- | -------------- | -------------- | -------------- | -------------- | ------- | ------- | ------- | ------- | ------- | --------- | ---------- |
| 2017     | 1              | 0              | 7              | 8              | 71             | 222            | -       | -       | -       | -       | -       | -         | -          |
| 2018     | 1              | 0              | 9              | 10             | 79             | 408            | -       | -       | -       | -       | -       | -         | -          |
| Totale   | 2              | 0              | 16             | 18             | 150            | 630            | -       | -       | -       | -       | -       |           |            |

Fonti: Enciclopedia del Football - A cura di Massimo Mezzetti

### Tornei internazionali

#### FED Cup
| Stagione | regular season | regular season | regular season | regular season | regular season | regular season | playoff | playoff | playoff | playoff | playoff | playoff    | playoff     |
|          | Vin            | Par            | Per            | Tot            | PF             | PS             | Vin     | Per     | Tot     | PF      | PS      | risultato  | avversaria  |
| -------- | -------------- | -------------- | -------------- | -------------- | -------------- | -------------- | ------- | ------- | ------- | ------- | ------- | ---------- | ----------- |
| 1998     | -              | -              | -              | -              | -              | -              | 0       | 1       | 1       | 18      | 59      | Semifinale | Hanau Hawks |
| Totale   | -              | -              | -              | -              | -              | -              | 0       | 1       | 1       | 18      | 59      |            |             |

Fonti: Enciclopedia del Football - A cura di Massimo Mezzetti

### Riepilogo fasi finali disputate
| Anno | Luogo | Evento  | Fase del torneo | Incontro                                        | Risultato |
| 1998 |       | FED Cup | Semifinale      | Hanau Hawks - Mousquetaires du Plessis-Robinson | 59 - 18   |

## Palmarès
- 2 Caschi di Diamante (1994, 1996)

## Gli Sphinx du Plessis-Robinson
Gli Sphinx du Plessis-Robinson sono stati una squadra di football americano di Le Plessis-Robinson. Aperti nel 1985 come Cherokees d'Antony, si sono fusi nel 1994 con i Castors de Paris. Non hanno titoli al loro attivo, ma hanno partecipato a una finale del campionato di prima divisione.